# Rəşad Fərhad Sadıqov
Rəşad Fərhad oğlu Sadıqov (Baku, 16 giugno 1982) è un allenatore di calcio ed ex calciatore azero, di ruolo difensore, tecnico dello Zirə.

## Palmarès

### Giocatore

#### Competizioni nazionali
- Campionato azero: 9

Neftçi Baku: 2003-2004, 2004-2005
Qarabag: 2013-2014, 2014-2015, 2015-2016, 2016-2017, 2017-2018, 2018-2019, 2019-2020
- Coppa d'Azerbaigian: 5

Neftçi Baku: 2001-2002, 2003-2004
Qarabag: 2014-2015, 2015-2016, 2016-2017

#### Competizioni internazionali
- Coppa Intertoto UEFA: 1

Kayserispor: 2006

### Individuale
- Calciatore azero dell'anno: 6

2004, 2005, 2010, 2013, 2016, 2017